# Sudžin
Sudžin (japonsky 崇神天皇, Sudžin-tennó, v kronice Kodžiki je uváděn rovněž jako 御眞木入日子印恵命, Mimakiirihikoinie no Mikoto a v kronice Nihonšoki jako 御間城入彦五十瓊殖天皇, Mimakiiribikoinie no Sumeramikoto nebo 御肇國天皇 Hacukuniširasu Sumeramikoto) byl legendární desátý japonský císař podle tradičního seznamu panovníků.
Přestože je Sudžin je prvním císařem, jehož existenci historici široce akceptují, bývá pro nedostatek dostupných informací, a proto, že se data týkající se jeho vlády liší, stále označován za „legendárního císaře“. Jak Kodžiki, tak Nihonšoki zaznamenávají události, které se staly v době údajného života císaře Sudžina. Vypráví se v nich o tom, jak nechal mimo císařský palác postavit novou svatyni pro uctívání sluneční bohyně Amaterasu. Je mu rovněž připisováno k dobru, že z jeho podnětu začalo být uctíváno božstvo Ómononuši (spojené s posvátnou horou Miwa) a že rozšířil území, na němž vládl, tím, že vyslal svá vojska do čtyř oblastí Japonska, aby je ovládla. 
K období života a vlády tohoto císaře nelze přiřadit žádná pevná data, ale všeobecně panuje názor, že vládl od roku 97 př. n. l. do roku 30 př. n. l..
Tak jako je tomu u ostatních císařů z tohoto období, není místo, kde byl císař Sudžin pohřben, známé. Císař je proto tradičně uctíván v oblasti kofunu Andonjama ve městě Tenri v prefektuře Nara. Má se za to, že pokud tato osoba existovala, vládla či žila později, než vypovídají data, která jsou jí připisována. 

## Legenda
Japonci tradičně uznávají historickou existenci tohoto panovníka a udržují jeho kofun s mohylou. Nicméně neexistují žádné přesvědčivé důkazy, o tom, že tato historická postava skutečně vládla. Následující informace jsou převzaty z dávných japonských kronik Kodžiki a Nihonšoki, jež mají sice charakter spíše literárního díla, jsou však nejdůležitějším pramenem pro poznání nejstarších japonských dějin. Zahrnují jak legendy a mýty, tak pravděpodobná historická fakta, která však byla během let zveličena anebo překroucena. Podle záznamů se Sudžin narodil asi v roce 148 př. n. l. jako druhý syn císaře Kaiky. Jeho matka Ikagašikome no Mikoto byla též konkubínou Sudžinova dědečka císaře Kógena. Než Sudžin usedl někdy kolem roku 97 př. n. l. na Chryzantémový trůn, znělo jeho jméno buď princ Mimakiirihikoinie no Mikoto, Mimakiiribikoinie no Sumeramikoto, nebo Hacukuniširasu Sumeramikoto. První z těchto jmen se objevuje v kronice Kodžiki, zatímco druhá dvě používá kronika Nihonšoki. Během třetího roku své vlády přesunul císař Sudžin podle záznamů hlavní město do okresu Šiki v prefektuře Nara a nazval ho Palác Mizugaki (瑞籬宮, Mizugaki-no-mija).

## Historická postava

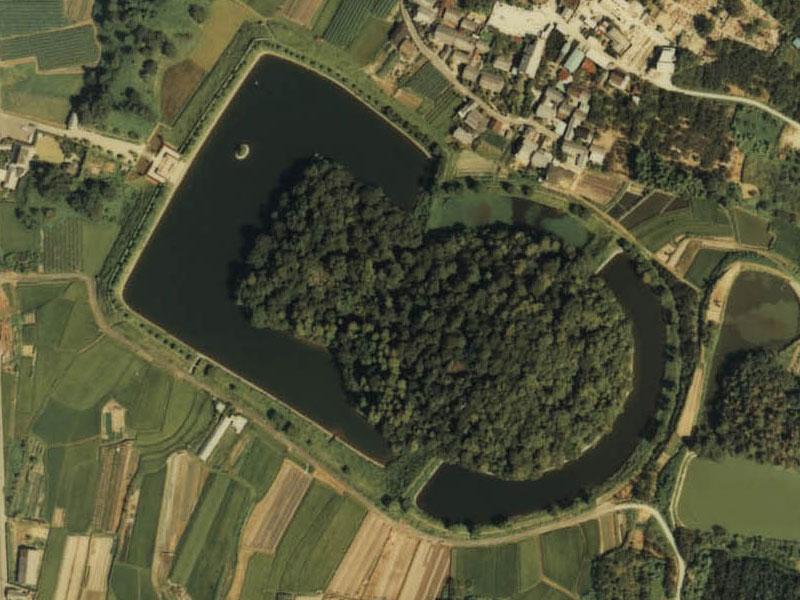
Kofun Andonjama v prefektuře Nara. Místo, kde je údajně pohřben císař Sudžin.

Sudžin je sice prvním císařem, o němž historici tvrdí, že mohl skutečně existovat, je však stále považován za „legendárního císaře“, neboť není potvrzen jako skutečná historická postava. Stejně jako u jeho předchůdců je i jeho vláda zpochybňována pro nedostatek dostatečného materiálu pro další ověřování a bádání. Doba, v níž mohl žít, sahá od 1. století až do 4. století našeho letopočtu, což je hodně dlouho po obvykle uznávané době jeho vlády mezi roky 97 př. n. l. – 30 př. n. l. Historik Louis-Frédéric Nussbaum ve své Japonské encyklopedii uvádí myšlenku, že Sudžin mohl žít v 1. století, což se setkalo s kritikou jeho kolegů. Pokud Sudžin skutečně existoval, mohl být zakladatelem dynastie Jamato. Historik Richard Ponsonby-Fane naznačuje, že Sudžin mohl být prvním císařem, který provedl sčítání lidu a zavedl daňový systém.
Na každý pád, ať už šlo o smyšlenou, či reálnou osobu, jméno Sudžin-tennó mu bylo přiděleno až posmrtně, o mnoho generací později. Sudžinovo jméno mohlo být upraveno celá staletí po životě, který mu byl připisován, možná v době, kdy byly sepisovány legendy o původu dynastie Jamato do kroniky, kterou dnes známe jako Kodžiki. Také jeho dlouhověkost zaznamenali až pozdější zapisovatelé, kteří mohli nerealisticky prodlužovat jeho život, aby vyplnili časové mezery. Jelikož skutečné místo, kde byl císař Sudžin pohřben, není známo, je císař tradičně uctíván jako pohřbený v kofunu Andonjama ve městě Tenri v prefektuře Nara. Úřad pro záležitosti japonského císařského dvora stanovil toto místo jako císařův kofun (mohylu). Jeho formální jméno zní Jamanobe no miči no Magari no oka no e no misasagi. V oblasti Sudžinova kofunu se nachází ještě pět dalších. Historici se domnívají, že tyto mohyly byly navršeny v období mezi roky 250– 350.

## Rodina
Během svého údajného života prý s císařovnou a dvěma dalšími manželkami zplodil 12 dětí (6 synů a 6 dcer). Svého nástupce údajně vybral na základě snů, které se jeho dvěma synům zdály. Tak se dědicem trůnu stal jeho mladší syn, který na Chryzantémový trůn usedl po Sudžinově smrti jako císař Suinin.